# 무진장 (지역)

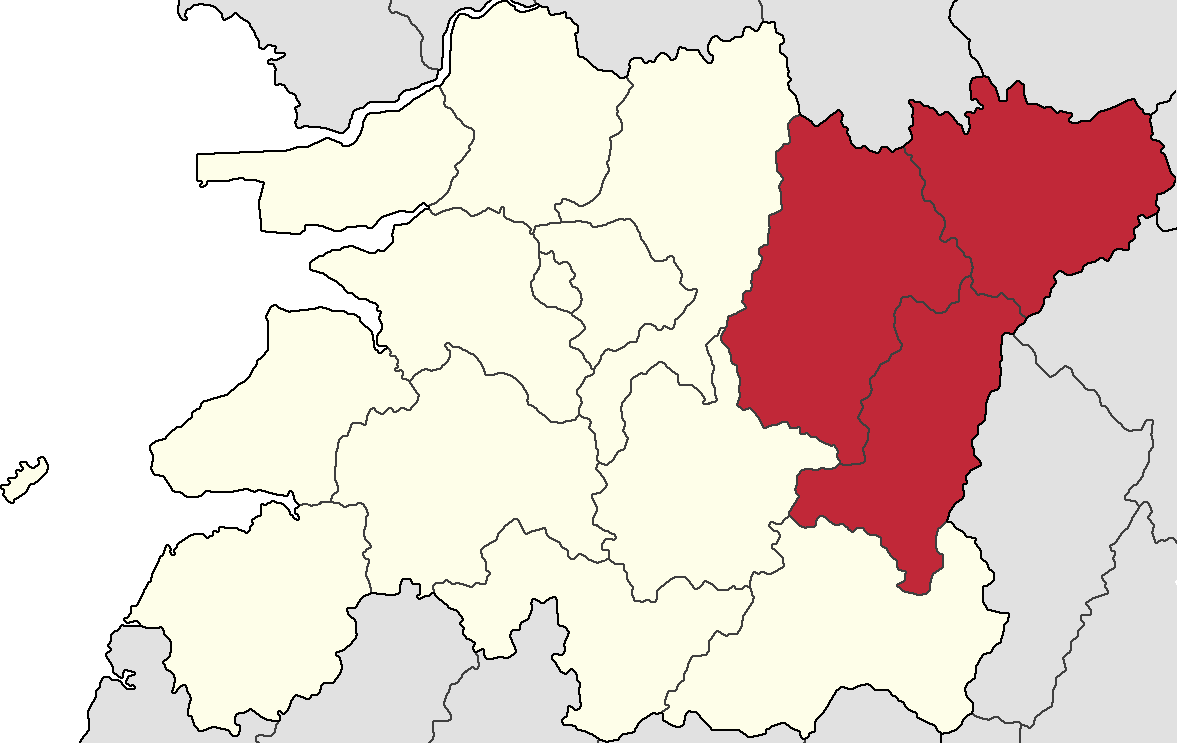
무진장의 지도

무진장(茂鎭長)은 전북특별자치도의 무주군(茂朱郡), 진안군(鎭安郡), 장수군(長水郡)을 합쳐서 일컫는 말이다.

## 정치
이 지역은 대한민국 제5대 국회의원 선거까지는 각 군에서 1석의 국회의원을 선출했으며 대한민국 제6대 국회의원 선거부터 8대 선거를 빼면 항상 세 군이 합쳐서 하나의 선거구를 이뤄왔다. 대한민국 제17대 국회의원 선거 이후에는 무진장에 임실군을 통합한 선거구인 무진장임 선거구에서 하나의 국회의원을 선출했다. 그러나 헌법재판소의 결정으로 무진장임 선거구도 선거구 인구가 하한선에 못미치게 되면서 대한민국 제20대 국회의원 선거에서는 완주군을 통합한 선거구가 만들어졌다.

## 교통
2021년 현재 관내 철도는 없으며, 그 대신 통영대전고속도로가 무주군과 장수군을 지난다. 진안군에는 새만금포항고속도로가 지난다. 광주대구고속도로가 장수군을 지난다.

### 대중 교통
무주군, 진안군, 장수군 지역에는 농어촌버스 회사인 무진장여객이 있다.

## 문화
《무진장 투데이》는 무주, 진안, 장수 지역의 주간 신문이다.

## 같이 보기
- 남부3군